# Stigmata of Life
Stigmata of Life – drugi album studyjny polskiej grupy muzycznej Spinal Cord. Wydawnictwo ukazało się 12 grudnia 2004 roku nakładem wytwórni muzycznej Empire Records. 4 lutego 2008 nakładem Metal Mind Productions w Polsce ukazała się reedycja Stigmata of Life. W Stanach Zjednoczonych płyta została wydana 15 kwietnia tego samego roku przez firmę MVD. Nagrania zostały zarejestrowane pomiędzy majem a listopadem 2004 roku w Screw Factory Studio w Dębicy. Natomiast mastering został wykonany w Hertz Studio w Białymstoku.

## Lista utworów
Opracowano na podstawie materiału źródłowego.
1. „Burn Them All” (sł. Ela Dziadek, muz. Sebastian Łuszczek, Krystian Wojdas, Piotr Smodrzewski) – 2:42
2. „Body Dismorphy” (sł. Ela Dziadek, muz. Sebastian Łuszczek, Krystian Wojdas, Piotr Smodrzewski) – 2:49
3. „Retrospection” (sł. Ela Dziadek, muz. Sebastian Łuszczek, Krystian Wojdas) – 2:27
4. „Mind Killer” (sł. Ela Dziadek, muz. Sebastian Łuszczek, Krystian Wojdas) – 3:17
5. „Amphitheatre” (sł. Ela Dziadek, muz. Sebastian Łuszczek, Krystian Wojdas, Piotr Smodrzewski) – 4:14
6. „Storm” (sł. Ela Dziadek, muz. Sebastian Łuszczek, Krystian Wojdas) – 3:09
7. „Ramirez” (sł. Ela Dziadek, muz. Sebastian Łuszczek, Krystian Wojdas) – 2:44
8. „Beg For A Fast Death” (sł. Ela Dziadek, muz. Sebastian Łuszczek, Krystian Wojdas, Piotr Smodrzewski) – 2:50
9. „Stigmatized Possessed” (sł. Ela Dziadek, muz. Sebastian Łuszczek, Krystian Wojdas) – 3:03
10. „Critical Moment (Dead End)” (sł. Ela Dziadek, muz. Sebastian Łuszczek, Krystian Wojdas, Piotr Smodrzewski) – 3:10
11. „Epitaph” (sł. Ela Dziadek, muz. Sebastian Łuszczek, Krystian Wojdas, Piotr Smodrzewski) – 2:56
12. „Exile” (sł. Ela Dziadek, muz. Sebastian Łuszczek, Krystian Wojdas) – 2:53

## Twórcy
Opracowano na podstawie materiału źródłowego.

- Michał "Barney" Bachrij – wokal prowadzący
- Krystian "Dino" Wojdas – gitara rytmiczna, gitara prowadząca, inżynieria dźwięku
- Piotr "Smoq" Smodrzewski – gitara rytmiczna, gitara prowadząca
- Marcin "Novy" Nowak – gitara basowa, wokal wspierający
- Sebastian "Basti" Łuszczek – perkusja
- Jacek Wiśniewski – okładka
- Janusz Bryt – inżynieria dźwięku
- Tomasz Biernacki – inżynieria dźwięku
- Sławomir Wiesławski – mastering
- Wojciech Wiesławski – mastering